# فلاتونيا (تكساس)
فلاتونيا (بالإنجليزية: Flatonia, Texas)‏ هي بلدة أمريكية تقع في الولايات المتحدة في مقاطعة فاييت، تكساس. يقدر عدد سكانها بـ 1,377 نسمة ومساحتها 4.2 كم2 و وترتفع عن سطح البحر 139 متر.

## التركيبة السكانية
حدّد مكتب تعداد الولايات المتحدة بيانات التركيبة السكانية لفلاتونيا في تعداد الولايات المتحدة. في ما يلي، التركيبة السكانية حسب تعدادي 2000 و2010.

### تعداد عام 2000
بلغ عدد سكان فلاتونيا 1,377 نسمة بحسب تعداد عام 2000، وبلغ عدد الأسر 504 أسرة وعدد العائلات 348 عائلة مقيمة في البلدة. في حين سجلت الكثافة السكانية 318 نسمة لكل كيلومتر مربع (823.6/ميل2). وبلغ عدد الوحدات السكنية 568 وحدة بمتوسط كثافة قدره 131.2 لكل كيلومتر مربع (339.8/ميل2).
وتوزع التركيب العرقي للبلدة بنسبة 74.07% من البيض و7.48% من الأمريكيين الأفارقة و0.94% من الأمريكيين الأصليين و16.85% من الأعراق الأخرى و0.65% من عرقين مختلطين أو أكثر و36.17% من الهسبانيون أو اللاتينيون من أي عرق.
بلغ عدد الأسر 504 أسرة كانت نسبة 37.7% منها لديها أطفال تحت سن الثامنة عشر تعيش معهم، وبلغت نسبة الأزواج القاطنين مع بعضهم البعض 52.4% من أصل المجموع الكلي للأسر، ونسبة 11.9% من الأسر كان لديها معيلات من الإناث دون وجود شريك،  بينما كانت نسبة 4.8% من الأسر لديها معيلون من الذكور دون وجود شريكة وكانت نسبة 31% من غير العائلات. تألفت نسبة 27.4% من أصل جميع الأسر من عدة أفراد يعيشون في نفس المنزل ونسبة 15.1% كانت تتألف من شخص يعيش بمفرده يبلغ من العمر 65 عاماً أو أكثر. وبلغ متوسط حجم الأسرة المعيشية 2.62، أما متوسط حجم العائلات فبلغ 3.21.
بلغ العمر الوسطي للسكان 37.9 عاماً. وكانت نسبة 26.9% من القاطنين تحت سن الثامنة عشر، وكانت نسبة 8.2% بين الثامنة عشر والرابعة والعشرين عاماً، ونسبة 25.4% كانت واقعةً في الفئة العمرية ما بين الخامسة والعشرين والرابعة والأربعين عاماً، ونسبة 20.2% كانت ما بين الخامسة والأربعين والرابعة والستين، ونسبة 15.2% كانت ضمن فئة الخامسة والستين عاماً فما فوق. يوجد لكل 100 أنثى 102.5 ذكر، ويوجد لكل 100 أنثى في الثامنة عشر من عمرها فما فوق 96.7 ذكر.
بلغ متوسط دخل الأسرة في البلدة 27,000 دولارًا، أما متوسط دخل العائلة فبلغ 31,471 دولارًا. وكان متوسط دخل الذكور 23,700 دولارًا مقابل 16,429 دولارًا للإناث. وسجل دخل الفرد الخاص بالبلدة 12,329 دولارًا. وكانت نسبة 18.9% من العائلات ونسبة 23.4% من السكان تحت خط الفقر، وكان من هؤلاء نسبة 33.4% تحت سن الثامنة عشر ونسبة 27.4% في الخامسة والستين من العمر وما فوق.

### تعداد عام 2010
بلغ عدد سكان فلاتونيا 1,383 نسمة بحسب تعداد عام 2010، وبلغ عدد الأسر 515 أسرة وعدد العائلات 351 عائلة مقيمة في البلدة. في حين سجلت الكثافة السكانية 319.4 نسمة لكل كيلومتر مربع (827.2/ميل2). وبلغ عدد الوحدات السكنية 599 وحدة بمتوسط كثافة قدره 138.3 لكل كيلومتر مربع (358.2/ميل2).
وتوزع التركيب العرقي للبلدة بنسبة 76.79% من البيض و6% من الأمريكيين الأفارقة و1.74% من الأمريكيين الأصليين و0.14% من الأمريكيين ذوي الأصول الآسيوية و14.46% من الأعراق الأخرى و0.87% من عرقين مختلطين أو أكثر و46.49% من الهسبانيون أو اللاتينيون من أي عرق.
بلغ عدد الأسر 515 أسرة كانت نسبة 35.5% منها لديها أطفال تحت سن الثامنة عشر تعيش معهم، وبلغت نسبة الأزواج القاطنين مع بعضهم البعض 50.3% من أصل المجموع الكلي للأسر، ونسبة 12.8% من الأسر كان لديها معيلات من الإناث دون وجود شريك،  بينما كانت نسبة 5% من الأسر لديها معيلون من الذكور دون وجود شريكة وكانت نسبة 31.8% من غير العائلات. تألفت نسبة 28.3% من أصل جميع الأسر من عدة أفراد يعيشون في نفس المنزل ونسبة 15.3% كانت تتألف من شخص يعيش بمفرده يبلغ من العمر 65 عاماً أو أكثر. وبلغ متوسط حجم الأسرة المعيشية 2.59، أما متوسط حجم العائلات فبلغ 3.20.
بلغ العمر الوسطي للسكان 40.0 عاماً. وكانت نسبة 27.1% من القاطنين تحت سن الثامنة عشر، وكانت نسبة 6.1% بين الثامنة عشر والرابعة والعشرين عاماً، ونسبة 22.8% كانت واقعةً في الفئة العمرية ما بين الخامسة والعشرين والرابعة والأربعين عاماً، ونسبة 25.6% كانت ما بين الخامسة والأربعين والرابعة والستين، ونسبة 18.4% كانت ضمن فئة الخامسة والستين عاماً فما فوق. وتوزع التركيب الجنسي للسكان بنسبة 48.5% ذكور و51.5% إناث.